# فنی وارد
فنی وارد (انگلیسی: Fannie Ward؛ ۲۲ فوریهٔ ۱۸۷۲ – ۲۷ ژانویهٔ ۱۹۵۲) یک هنرپیشه اهل ایالات متحده آمریکا بود.